# Wingate (Indiana)
Wingate – miasto w Stanach Zjednoczonych, w stanie Indiana, w hrabstwie Montgomery.